# 抱擁 (2002年の映画)
『抱擁』（ほうよう、原題: Possession）は、ブッカー賞を受賞したA・S・バイアットの小説およびそれを原作とした2002年製作のアメリカ映画である。ニール・ラビュート監督のロマンス映画。フォーカス・フィーチャーズとワーナー・ブラザースの共同製作。

## キャスト
| 役名                           | 俳優                   | 日本語吹替 |
| ------------------------------ | ---------------------- | ---------- |
| モード・ベイリー               | グウィネス・パルトロー | 田中敦子   |
| ローランド・ミッチェル         | アーロン・エッカート   | 山野井仁   |
| ランドルフ・ヘンリー・アッシュ | ジェレミー・ノーサム   | 原康義     |
| クリスタベル・ラモット         | ジェニファー・イーリー | 竹村叔子   |
| ブランチ・グローヴァー         | レナ・ヘディ           | 小林さやか |
| エレン・アッシュ               | ホリー・エアード       | 堀江真理子 |
| ファーガス・ウルフ             | トビー・スティーブンス |            |
| グロッパー                     | トレヴァー・イブ       |            |
| ユアン                         | トム・ホランダー       |            |